# Monmouthi vasút

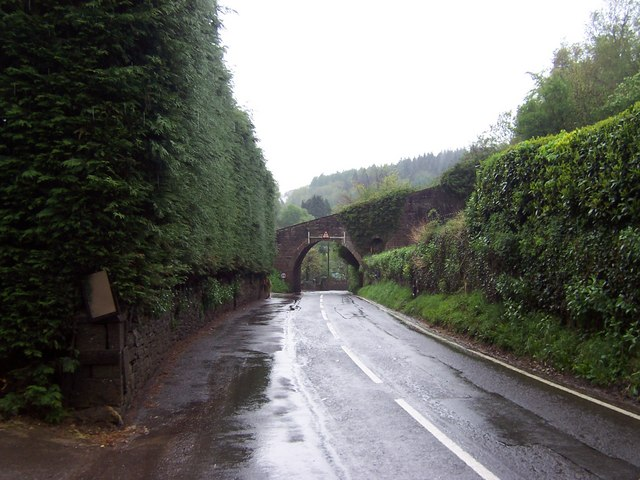
A Redbrook melletti lejtős híd, az egykori vasútvonal kevés fennmaradt műtárgyának egyike

A monmouthi vasútvonal (angolul: Monmouth Railway vagy Monmouth Tramroad) egy kb. 8 kilométer hosszú lóvasút volt a walesi Monmouth és a gloucestershire-i Coleford között. 1812-ben nyitották meg, az 1870-es években zárták be.

## Története
A Monmouthi Vasúttársaság (angolul: Monmouth Railway Company) 1810. május 24-én kapott parlamenti engedélyt egy lóvasút megépítésére a Dean-erdei Howler Slade-től, Monmouthig, May Hill-ig. Az engedély külön kitért a személyszállításra, bár semmilyen adat nem maradt fenn róla, hogy állandó személyszállítást végeztek volna a vonalon. A vonalat 1812-ben nyitották meg. Elsősorban szenet, agyagot és meszet szállítottak rajta a városba. A lóvasutat azonban hamarosan kiváltották a hagyományos vasútvonalak, s ebben közrejátszott a lakosság elégedetlensége is, akik az általa keltett „szörnyű zajra” panaszkodtak. 1857-ben érte el a várost a Coleford, Monmouth, Usk és Pontypool vasútvonal, amelyet 1861-ben hosszabbítottak meg Wyeshamig, így biztosítva átrakodási lehetőséget a Wye folyón közlekedő teherhajókra. 1873-ban megépült a Ross és Monmouth vasútvonal, majd 1876-ban a Wye-völgyi vasútvonal is elérte a várost, így a lóvasút szükségtelenné vált és az 1870-es években bezárták. A Coleford vasútvonal normál nyomtávú pályája részben az egykori lóvasút pályája helyén épült fel. A vasútvonalat 1883-ban nyitották meg és 1917-ig üzemelt.

## Útvonala
Az eredeti vonal Howler Slade-ből indult, Colefordtól keletre. Áthaladt Broadwellen, majd a poolway-i lejtőn eljutott Colefordba. Ezt követően nyugati irányban haladt tovább a Whitecliff acélművek felé. Redbrook mellett egy mellékvonala a meredek lejtőn ereszkedett be a faluba, hogy ellássa az ónlemez gyártó műhelyeket. A fővonal a Wye folyóval párhuzamosan ereszkedett be Monmouthba, May Hill-ig. Broadwelltől mellékvonalak haladtak tovább a New Found Out szénbányáig és a Darkhill acélmű felé, ahol csatlakozott a Severn és Wye vasútvonalhoz.

## Maradványai
A lóvasút nagy részét elbontották a Coleford  vasútvonal megépítésekor. Kevés műtárgy maradt fenn. Ilyen például a Redbrook melletti lejtős híd a B4231 út felett, amelyet műemlékvédelem alá helyeztek. Coleford mellett még láthatók az egykori fahíd kőtartói. Newland mellett az egykori alagút egy része is létezik még.

## Fordítás
- Ez a szócikk részben vagy egészben  a   Monmouth Railway című angol Wikipédia-szócikk ezen változatának fordításán alapul.  Az eredeti cikk szerkesztőit annak laptörténete sorolja fel. Ez a jelzés csupán a megfogalmazás eredetét és a szerzői jogokat jelzi, nem szolgál a cikkben szereplő információk forrásmegjelöléseként.